# Armand Delatte
Armand-Louis-Joseph Delatte (* 12. Oktober 1886 in Ville-en-Hesbaye; † 10. September 1964 in Lüttich) war ein belgischer Klassischer Philologe (Gräzist).
Nach dem Schulbesuch am Petit Séminaire de Saint-Roch in Ferrières studierte Delatte an der Universität Lüttich. Die Promotion in Philosophie und Klassischer Philologie erfolgte dort 1908. Danach hatte er Reisestipendien für Aufenthalte in Bonn und Paris inne. Von 1912 bis 1914 war er ausländisches Mitglied der École française d’Athènes. Von 1914 bis 1921 war er Lehrer an Gymnasien in Chimay und Lüttich. 1915 erwarb er das Diplom der École des hautes études, 1917 erhielt er den Prix Zographos der Association pour l’encouragement des études grecques en France, 1921 den Prix Gantrelle der Académie royale de Belgique. Von 1921 bis 1923 war er pensionnaire (Stipendiat) der Fondation Universitaire. Nach der Prüfung des doctorat spécial im Jahr 1922 wurde er 1923 Chargé de cours, 1928 ordentlicher Professor an der Universität Lüttich, an der er bis zu seiner Emeritierung 1956/1957 verblieb. Zur großen Zahl von Auszeichnungen, die ihm zuteilwurden, ist auch ein Ehrendoktorat der Universität Lyon zu nennen.
Delatte veröffentlichte aus seinen Forschungen zu griechischen Handschriften in Athen Texteditionen zur Geschichte der griechischen Religion und zur Geschichte der Wissenschaften (die Anecdota Atheniensia) sowie zu byzantinischen Seekarten (französisch: portulans). Im Zentrum seiner Arbeit standen Studien zur antiken Magie (Katoptromantie, Geomantie), zur antiken Astrologie und zu den Eleusinischen Mysterien (zum Kykeon). Mit verschiedenen Studien und einer Edition des Lebens des Pythagoras des Diogenes Laertios erwies er sich als Spezialist für den Pythagoreismus. Den Vorsokratikern und den Memorabilia des Xenophon widmete er darüber hinaus eingehende Studien. In seinen lateinischen Sprachkursen erklärte er seinen Studenten insbesondere den Stoizismus des römischen Philosophen Seneca. 1932 begründete er mit anderen Philologen die Zeitschrift L’Antiquité classique.

## Schriften (Auswahl)
- La Musique au tombeau dans l’antiquité (1913).
- Études sur la littérature pythagoricienne (1915).
- Essai sur la politique pythagoricienne (1922).
- La vie de Pythagore de Diogène Laërce (1922).
- Les Manuscrits à miniatures et à ornements des bibliothèques d’Athènes (1926).
- Anecdota Atheniensia, Tome I : Textes grecs inédits relatifs à l’histoire des religions (1927).
- La catoptromancie grecque et ses dérivés (1932).
- Le Troisième Livre des Souvenirs socratiques de Xénophon. Étude critique (1933).
- Les Conceptions de l’enthousiasme chez les philosophes présocratiques (1934).
- Herbarius. Recherches sur le cérémonial usité chez les anciens pour la cueillette des simples et des plantes magiques (1938).
- Anecdota Athenensia, Tome II : Textes grecs relatifs à l’histoire des sciences (1939).
- La Constitution des États-Unis et les pythagoriciens (1948).
- Le Cycéon, breuvage rituel des mystères d’Éleusis (1955).
- Les Portulans grecs (1957).
- Les intailles magiques gréco-égyptiennes (1964).